# مصرف الصحارى
مصرف الصحارى هو مصرف ليبي تجاري تأسس في العام 1964. ويعمل به 1500 شخص. في 22 ديسمبر 1970 صدر قانون من مجلس قيادة الثورة "بالتأميم"، ماتطلب أن يتم تأميم أسهم جميع البنوك العاملة في البلاد لتصبح مملوكة بالكامل من طرف ليبيا.
في 25 يوليو 2007 تم توقيع اتفاقية شراكة إستراتيجية بين مصرف الصحارى ومجموعة بي ان بي باريبا المصرفية الفرنسية، استحوذت بموجبه المجموعة الفرنسية على 19% من أسهم رأس مال المصرف.

## وصلات خارجية
- الموقع الرسمي لمصرف الصحارى مجموعة بي ان بي باريبا